# Quiero más (canción)
«Quiero más» es una canción del cantante portorriqueño Ozuna junto al dúo Wisin & Yandel. Se lanzó el 20 de diciembre de 2018 como el séptimo y último sencillo de su segundo álbum de estudio Aura. En la lista Hot Latin Songs de Billboard, alcanzó la posición veinte.

## Antecedentes y composición
Dos días antes de su estrenó el cantante anunció la canción como sencillo, escribiendo en sus redes «Este jueves por mi canal, un regalo para mis seguidores». La pista se estrenó el 20 de diciembre de 2018, como séptimo sencillo de segundo álbum de estudio Aura. El tema fue escrito por el cantante junto a Wisin & Yandel, José Torres, Vicente Saavedra y Christian Linares, su producción musical estuvo a cargo de Los Legendarios y Hyde El Químico.

## Vídeo musical
El video musical de «Quiero más» se estrenó el 20 de diciembre de 2018. El video musical estuvo bajo la dirección del venezolano Nuno Gomes y fue protagonizado por el actor venezolano José Ramón Barreto. En él se relata una historia de dos jóvenes ladrones enamorados que pretender robar un joya de un teatro. A medida que avanza el vídeo, estos jóvenes se disfrazan de "Osos" que a su vez, es un símbolo característico en Ozuna. A enero de 2021, cuenta con 175 millones de reproducciones en Youtube.

## Rendimiento comercial
El tema logró aparecer en la lista Billboard Hot Latin Songs, alcanzando la posición número veinte. En España, el sencillo apareció en la ubicación cien en la lista de PROMUSICAE.

## Posicionamiento en listas
| Listas (2018)                    | Mejor posición |
| -------------------------------- | -------------- |
| España (PROMUSICAE)              | 100            |
| Estados Unidos (Hot Latin Songs) | 20             |